# Liste der Monuments historiques in Gouesnach
Die Liste der Monuments historiques in Gouesnach führt die Monuments historiques in der französischen Gemeinde Gouesnach auf.

## Liste der Bauwerke
| Bezeichnung                      | Beschreibung                  | Standort                | Kennzeichnung | Schutzstatus | Datum | Bild           |
| -------------------------------- | ----------------------------- | ----------------------- | ------------- | ------------ | ----- | -------------- |
| Kapelle St-Cadou                 | Erbaut im 15./16. Jahrhundert | (Lage)                  | PA00089968    | Classé       | 1922  | weitere Bilder |
| Stèle protohistorique du Cosquer |                               | Route de Quimper (Lage) | PA00089969    | Inscrit      | 1967  | weitere Bilder |

## Liste der Objekte
- Monuments historiques (Objekte) in Gouesnach in der Base Palissy des französischen Kultusministeriums